# Campeonato Mundial de Corta-Mato de 2005
O 33º Campeonato Mundial de Corta-Mato foi realizado em 19 e 20 de março de 2005, em Saint-Etienne e Saint-Galmier, França. 

## Resultados

### Corrida Longa Masculina

#### Individual
| Medalha | Atleta                | País     | Tempo     |
| Ouro    | Kenenisa Bekele       | Etiópia  | 35:06 min |
| Prata   | Zersenay Tadese       | Eritreia | 35:20 min |
| Bronze  | Abdullah Ahmad Hassan | Catar    | 35:34 min |

#### Equipas
| Medalha | Selecção | Marca  |
| Ouro    | Etiópia · Kenenisa Bekele (1º) · Abebe Dinkesa Negera (4º) · Dejene Berhanu (6º) · Eshetu Gezhagne Mamo (13º)    | 24 pts |
| Prata   | Quênia · Eliud Kipchoge (5º) · John Cheruiyot Korir (9º) · Charles Kamathi (10º) · Wilberforce Talel (11º)       | 35 pts |
| Bronze  | Catar · Abdullah Ahmad Hassan (3º) · Saif Saaeed Shaheen (8º) · Jamal Bilal Salem (12º) · Ali Dawoud Sedam (19º) | 42 pts |

### Corrida Curta Masculina

#### Individual
| Medalha | Atleta               | País    | Tempo     |
| Ouro    | Kenenisa Bekele      | Etiópia | 11:33 min |
| Prata   | Abraham Chebii       | Quênia  | 11:38 min |
| Bronze  | Isaac Kiprono Songok | Quênia  | 11:39 min |

#### Equipas
| Medalha | Selecção | Marca  |
| Ouro    | Etiópia · Kenenisa Bekele (1º) · Maregu Zewdie (6º) · Dejene Berhanu (7º) · Gebre-egziabher Gebremariam (9º)        | 23 pts |
| Prata   | Quênia · Abraham Chebii (2º) · Isaac Kiprono Songok (3º) · Shadrack Kosgei (10º) · Henry Kipchirchir (16º)          | 31 pts |
| Bronze  | Catar · Saif Saaeed Shaheen (4º) · Jamal Bilal Salem (5º) · Abdullah Ahmad Hassan (8º) · James Kwalia C'Kurui (15º) | 53 pts |

### Corrida Júnior Masculina

#### Individual
| Medalha | Atleta          | País   | Tempo     |
| Ouro    | Augustine Choge | Quênia | 23:59 min |
| Prata   | Bernard Kipyego | Quênia | 24:00 min |
| Bronze  | Barnabas Kosgei | Quênia | 24:00 min |

#### Equipas
| Medalha | Selecção | Marca  |
| Ouro    | Quênia   | 10 pts |
| Prata   | Etiópia  | 37 pts |
| Bronze  | Catar    | 75 pts |

### Corrida Longa Feminina

#### Individual
| Medalha | Atleta          | País    | Tempo     |
| Ouro    | Tirunesh Dibaba | Etiópia | 26:34 min |
| Prata   | Alice Timbilili | Quênia  | 26:37 min |
| Bronze  | Werknesh Kidane | Etiópia | 26:37 min |

#### Equipas
| Medalha | Selecção                                                                                           | Marca  |
| Ouro    | Etiópia · Tirunesh Dibaba (1ª) · Werknesh Kidane (3ª) · Meselech Melkamu (4ª) · Gete Wami (8ª)     | 16 pts |
| Prata   | Quênia · Alice Timbilili (2ª) · Isabella Ochichi (5ª) · Catherine Kirui (6ª) · Rose Jepchumba (9ª) | 22 pts |
| Bronze  | Portugal · Anália Rosa (15ª) · Ana Dias (21ª) · Mónica Rosa (23ª) · Inês Monteiro (26ª)            | 86 pts |

### Corrida Curta Feminina

#### Individual
| Medalha | Atleta           | País    | Tempo     |
| Ouro    | Tirunesh Dibaba  | Etiópia | 13:15 min |
| Prata   | Werknesh Kidane  | Etiópia | 13:16 min |
| Bronze  | Isabella Ochichi | Quênia  | 13:21 min |

#### Equipas
| Medalha | Selecção | Marca  |
| Ouro    | Etiópia · Tirunesh Dibaba (1ª) · Werknesh Kidane (2ª) · Meselech Melkamu (6ª) · Derbe Alemu (9ª)               | 18 pts |
| Prata   | Quênia · Isabella Ochichi (3ª) · Prisca Ngetich (4ª) · Lucy Wangui (5ª) · Beatrice Jepchumba (7ª)              | 19 pts |
| Bronze  | Estados Unidos · Lauren Fleshman (11ª) · Blake Russell (15ª) · Shalane Flanagan (20ª) · Shayne Culpepper (21ª) | 67 pts |

### Corrida Júnior Feminina

#### Individual
| Medalha | Atleta            | País    | Tempo     |
| Ouro    | Gelete Burika     | Etiópia | 20:12 min |
| Prata   | Veronica Wanjiru  | Quênia  | 20:39 min |
| Bronze  | Beatrice Chebusit | Quênia  | 20:44 min |

#### Equipas
| Medalha | Selecção | Marca  |
| Ouro    | Quênia   | 16 pts |
| Prata   | Etiópia  | 22 pts |
| Bronze  | Japão    | 56 pts |